# بنطيوس
بنطيوس هي منطقة موجودة بدائرة اورلال الكائنة بولاية بسكرة الجزائرية، والتي تقع جنوب شرق الجزائر.

## التعريف بالمنطقة
منطقة بنطيوس هي ثلاث مدن، يقرب بعضها من بعض، وفي كلّ مدينة جامع، فإثنان منها للأشاعرة المالكية، والثالثة لقوم من الإباضية وهم يعرفون بالواصلية الإباضية وهم من البربر المزابيون أو بني مزاب، وتسكنها أيضا قبيلة قيس، اما بالنسبة لمنطقة المالكية فإحداهما يسكنها قوم من الفرس يعرفون ببني جرج وهم من الأشاعرة المالكية، كما يسكنها قبائل عربية من اليمن. والثانية فأغلبية سكنها من المولّدون وهم أيضاً من الأشاعرة المالكية.

## الموارد المائية
في غرب منطقة بنطيوس نهر جار ينحدر إليها من ناحية الجوف، وهذا النهر يسقي مدن بنطيوس الثلاثة، وبغربها أيضاً توجد صحراء بنطيوس.
معظم آبار بنطيوس مالحة، وبالقرب من هذه البقعة قرى كثيرة، ويوجد حول هذه المنطقة (بنطيوس) أنهار كبيرة، وهي (بنطيوس) كثيرة البساتين، يوجد بها بساتين الزيتون، والأعناب، والنخل، وأكثر ثمار منطقة بنطيوس هي من الرطب والتمر والزيتون..
يوجد في منطقة بنطيوس الكثير من الواحات والبساتين والمزارع..